# 重型戰車

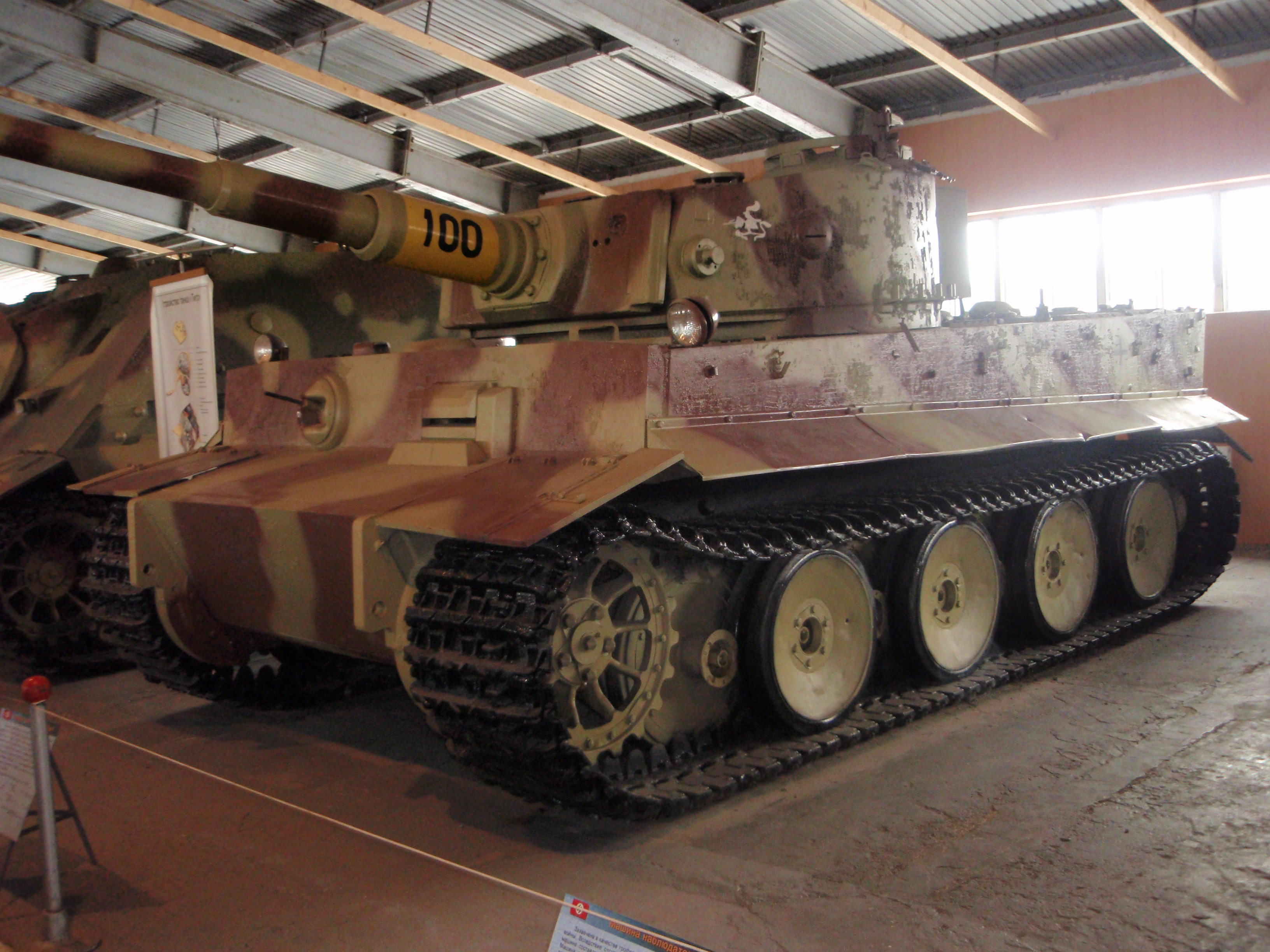
德國虎I坦克

重型戰車，是戰車的類型之一，重量在40噸～70噸左右，在相同的成本下提供比輕型戰車或中型戰車更強大的火力與裝甲。

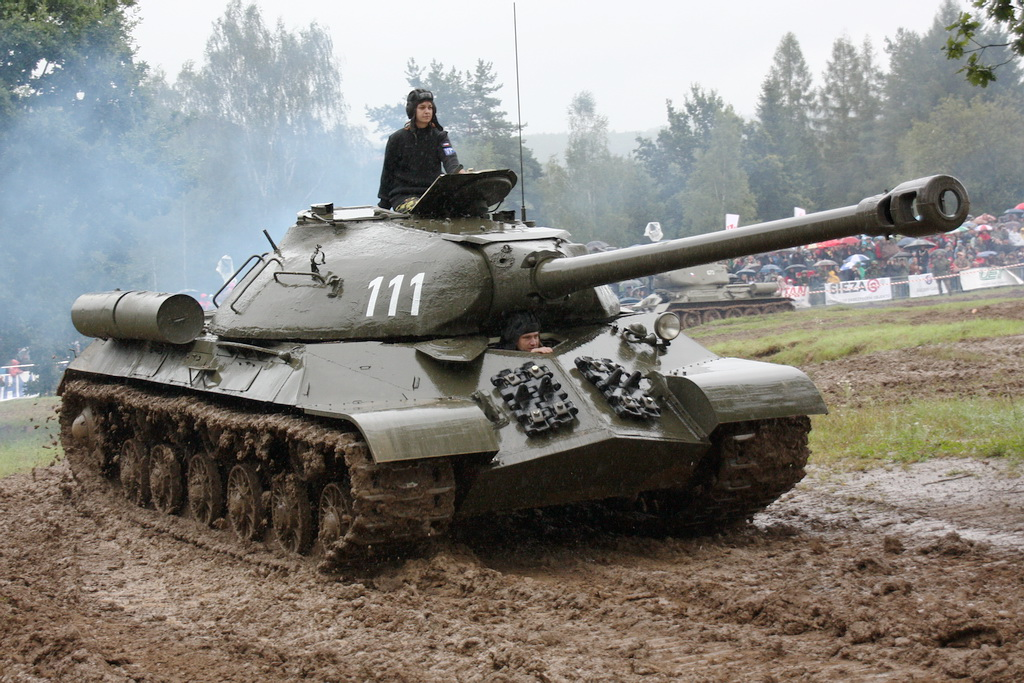
苏联IS-3重型戰車

重型戰車在設計上是用於突破防線、破壞障礙物、摧毀敵方裝甲車輛等任務。但是在實務上，用於防守的作用比進攻更為顯著。
在第二次世界大戰結束之後，由於穿甲彈的更發先進以及更精良的但體積更小的主炮誕生，使得即便是相對較小的中型戰車也能裝備足以摧毀重戰車的火力，卻拥有較佳的機動性以及接近同等級的防護力，因此重型戰車漸漸地被淘汰，轉為被主力戰車所取代。

## 用途
重裝戰車最大作用就是運用強大的火力破壞障礙物或掩蔽物，為己方更輕型的戰車掃平道路，但是糟糕的機動性也往往會成為敵方中型戰車的目標。不過，持續進化的引擎與懸吊系統在很大程度上改善了這個問題。
重裝戰車最大的問題就是生產成本，以德軍虎式戰車為例，雖然在各方面都遠勝二戰時期的各國主力戰車，但是相對德軍主力四號戰車的8,800輛、蘇聯主力T-34的58,000輛、盟軍主力M4雪曼的40,000輛，至終戰為止，虎式戰車也不過生產了約1,300餘輛而已

## 設計
相對較輕型的戰車，重裝戰車擁有非常厚實的裝甲，但是越厚也代表重量越重，量產型的引擎通常也只是勘勘足以驅動而已。重裝戰車受限於引擎的力量，速度普遍不快，而且長時間讓引擎滿負荷甚至超負荷運轉，也容易讓引擎和傳動系統故障或損毀。
不過，重裝戰車的出現往往能為更輕型的戰車提供更好的掩護。

## 例子
- 虎I戰車
- IS-3
- IS-4
- KV-1
- WZ-111
- 虎II坦克